# Habenaria curranii
Habenaria curranii är en orkidéart som beskrevs av Oakes Ames. Habenaria curranii ingår i släktet Habenaria och familjen orkidéer. Inga underarter finns listade i Catalogue of Life.